# Western Hemisphere Marathon
Der Western Hemisphere Marathon war ein Marathon, der von 1948 bis 2001 in den USA vorwiegend in Culver City ausgetragen wurde. Er zählt weltweit zu den ältesten über einen längeren Zeitraum regelmäßig durchgeführten und mit 54 offiziellen Veranstaltungen zu den am häufigsten ausgetragenen Marathonläufen. Die Veranstaltung setzte durch die Erzielung von vier Weltbestzeiten zwischen 1963 und 1974 Maßstäbe für den Frauensport.

## Geschichte
Nach dem Zweiten Weltkrieg hatten mehrere Geschäftsleute aus Los Angeles die Absicht, an der Westküste der Vereinigten Staaten als Gegenstück zum Boston-Marathon und Yonkers-Marathon einen Marathonlauf zu etablieren. Damit der Lauf auch Beachtung finden würde, hatte man sich die Strecke des Marathonlaufs bei den Olympischen Spielen 1932 in Los Angeles für die Premiere ausgesucht. Als Siegerpreis gab es eine der seinerzeit wertvollsten Sporttrophäen des Landes im Wert von 20.000 US-Dollar.
Der erste Lauf wurde am 21. Mai 1948 ausgetragen. Sieger wurde der Kanadier Gérard Côté in 2:42:07 h. Als er das Ziel, das Los Angeles Memorial Coliseum, erreichte, war das Tor noch verschlossen. Eilig geöffnet fand er sich auf einer Laufbahn wieder, auf denen Hürden für einen gerade beginnenden Hürdenlauf aufgestellt waren, die er auf seiner Schlussrunde alle umlaufen musste.
Bereits im Jahr 1949 verlegte man den Lauf in die Stadt Culver City, die auch offizieller Sponsor wurde.
In den 1960er Jahren herrschte allgemein noch die Auffassung, ein Marathonlauf sei für Frauen gefährlich, weshalb es ein offizielles Startverbot gab. 1963 mischten sich deshalb zwei Frauen heimlich unter die übrigen 65 Läufer am Start des Western-Hemisphere-Marathons. Während eine nach 28 km aufgeben musste, blieb Merry Lepper, eine 20-jährige Studentin, nicht nur unerkannt, es wurde auch eine Zeit für sie festgehalten. Bis dato gab es kaum Referenzzeiten anderer Läuferinnen, und so war es wenig verwunderlich, dass die von Lepper gelaufene Zeit von 3:37:07 h als Weltbestzeit veröffentlicht wurde.
1967 wurde erstmals von der Amateur Athletic Union ein Lauf für Frauen offiziell zugelassen, der länger als eine Meile war. Es handelte sich dabei um einen Lauf über 10 Meilen, der Teil der Marathonveranstaltung war.
1970 gehörte der Western Hemisphere Marathon zu den ersten Marathonläufen, an denen offiziell auch Frauen teilnehmen durften. Noch gab es weltweit nur wenige dieser Marathonveranstaltungen, und so war es nicht überraschend, als 1971, 1973 und 1974 jeweils eine neue Weltbestzeit im Marathonlauf der Frauen erzielt wurde.
Mit dem ersten Los-Angeles-Marathon im Jahr 1986 erwuchs dem Western Hemisphere Marathon enorme Konkurrenz. Die Teilnehmerzahlen sanken, das Niveau wurde entsprechend schlechter und die Finanzlage immer schlimmer. Nach dem Lauf 2001 war die Kritik so groß, dass die Organisatoren aufgaben. Der letzte Western Hemisphere Marathon fand am 2. Dezember 2001 statt.

## Besonderheiten
- 1950 herrschten Temperaturen von 37 °C. Alle Favoriten gaben das Rennen auf. Sieger wurde kurioserweise ein Läufer aus Alaska mit einer Zeit über drei Stunden, die schlechteste Siegerzeit aller Läufe.
- Die Veranstaltung 1964 war ein Qualifikationslauf (US Olympic Trials) zur Ermittlung der US-amerikanischen Teilnehmer an den Olympischen Spielen in Tokio.
- Beim Western Hemisphere Marathon wurden drei nationale Meisterschaften im Marathonlauf für Herren und eine nationale Meisterschaft für Frauen ausgetragen.

## Statistik

### Weltbestzeiten
Die Internationale Leichtathletik-Föderation, International Association of Athletics Federations (IAAF), führte bis zum 1. Januar 2004 eine Liste mit inoffiziellen Weltbestzeiten im Marathonlauf. Erst danach wurden Weltbestzeiten und Weltrekorde von der IAAF offiziell anerkannt, nachdem man Streckenstandards festgelegt hatte. Hierzu zählte auch eine besondere Protokollierung der Streckenvermessung. Die Vereinigung der Straßenlauf-Statistiker, Association of Road Running Statisticians (ARRS), geht danach davon aus, dass die Strecke 1963 verkürzt war und wertet den Lauf nicht als Weltbestzeit. Die IAAF hat hingegen keine Korrektur ihrer Liste der inoffiziellen Weltbestzeiten vorgenommen.
IAAF-Liste der inoffiziellen Weltbestzeiten beim Western Hemisphere Marathon:
- Frauen:
  - 3:37:07 h, Merry Lepper (USA), 1963, nicht ARRS
  - 2:49:40 h, Cheryl Bridges (USA), 1971
  - 2:46:37 h, Michiko Gorman (USA), 1973
  - 2:43:54,5 h, Jacqueline Hansen (USA), 1974

### Streckenrekorde
- Männer:
  - 2:15:21 h, William Scobey (USA), 1971
- Frauen:
  - 2:43:54,5 h, Jacqueline Hansen (USA), 1974

### Meiste Siege
- Männer:
  - 4 Siege Robert Cons (USA), 1949, 1953–1955
- Frauen:
  - 3 Siege Jacqueline Hansen (USA), 1972, 1974, 1977

### Siegerliste
Die Siegerliste enthält angesichts der Bedeutung der Veranstaltung in den Anfangsjahren einige nationale Spitzenläufer. Von 1970 bis 1977 sind es vorwiegend US-amerikanische Spitzenläuferinnen, die in den Siegerlisten des Marathonlaufs als erwähnenswert erscheinen. Danach handelt es sich bei den Siegern vorwiegend um lokale und regionale Läufer.
Die komplette Siegerliste ist nachzulesen auf der Website der ARRS.